# Emily Atef
Emily Atef (West-Berlijn, 1973) is een Duits-Iraans-Frans filmregisseuse en scenarioschrijfster.

## Biografie
Emily Atef werd in 1973 geboren in West-Berlijn als tweede kind van een Iraanse vader en een Franse moeder. Op zevenjarige leeftijd verhuisde de familie naar Los Angeles en op dertienjarige leeftijd verhuisde ze naar Frankrijk waar ze haar baccalauréaat behaalde. Later verhuisde ze naar Londen om als actrice in het theater te werken. Atef keerde terug naar Berlijn waar ze vanaf 2001 filmregie studeerde aan de prestigieuze Deutsche Film- und Fernsehakademie Berlin.
Na enkele korte films maakte ze in 2005 samen met Esther Bernstorff haar eerste speelfilm Molly's Way waarbij ze samen ook het scenario schreven. De film won verschillende prijzen op internationale filmfestivals waaronder de Förderpreis Deutscher Film für das beste Drehbuch op het filmfestival van München en de Special Jury Award op het filmfestival van Mar del Plata. Haar tweede speelfilm Das Fremde in mir uit 2008, over een jonge moeder met een postnatale depressie, behaalde ook een aantal prijzen en werd geselecteerd voor het filmfestival van Cannes. Daarop kreeg ze een beurs van de Cinéfondation in Cannes, die ze benutte om wederom samen met Esther Bernstorff de speelfilm Tue-moi te realiseren. Na een aantal televisiefilms schreef en regisseerde ze 3 Tage in Quiberon, gebaseerd op ware gebeurtenissen uit het leven van de actrice Romy Schneider, die in februari 2018 in première gaat op het  68ste filmfestival van Berlijn in de competitie voor de Gouden Beer.

## Filmografie
- 2018: 3 Tage in Quiberon
- 2017: Macht euch keine Sorgen (tv-film)
- 2016: Königin der Nacht (tv-film)
- 2016: Wunschkinder (tv-film)
- 2012: Tue-moi
- 2008: Das Fremde in mir
- 2005: Molly's Way
- 2004: I Love You, I Kill You (korte film)
- 2004: Asyl (korte film)
- 2003: Sundays (korte film)
- 2002: From XX to XY. Fighting to Be Jake (korte film)